# Štír italský
Euscorpius italicus, běžně známý pod názvem štír italský je největším druhem rodu Euscorpius. Dorůstá až 5 cm, obvykle však okolo 3 cm. Vyskytuje se v Alžírsku, Tunisku, Maroku, Gruzii, Turecku, Albánii, Chorvatsku, Francii, Řecku, Maďarsku, Itálii, Makedonii, Monaku, Rumunsku, San Marinu, Rusku, Slovinsku, Švýcarsku a Černé Hoře. Byl zavlečen do Jemenu.V České republice nebyl potvrzen trvalý výskyt. Dvakrát bylo několik jedinců nalezeno na Moravě, pravděpodobně se jedná o zavlečení a několik dalších nálezů. Je řazen mezi invazní druhy Česka. Obývá sklepy,ruiny, ve vlhkých zídkách a pod kameny. Zbarvení je tmavě hnědé s hnědožlutýma nohama a telsonem. Bývá chován v zajetí. Štír je neškodný a neagresivní.